# Colastes foveolator
Colastes foveolator är en stekelart som först beskrevs av Thomson 1892.  Colastes foveolator ingår i släktet Colastes och familjen bracksteklar. Arten är reproducerande i Sverige. Inga underarter finns listade i Catalogue of Life.